# Elachista obliquella
Elachista obliquella — вид лускокрилих комах родини злакових молей-мінерів (Elachistidae).

## Поширення
Вид поширений у більшій частині Європи. Трапляється в Україні.

## Опис
Розмах крил 8–10 мм. Голова вохристо-білувата. Вусики білувато-кільчасті. Передні крила світло-сірі, чорнуваті, майже пряма центральна білувата фасція, іноді вохристого відтінку, у самців стрункіша, іноді переривчаста; кінчики верхівкових вій білуваті. Задні крила сірі.
Личинка сіро-зеленувата; голова блідо-коричнева; з двома коричневими плямами.

## Спосіб життя
Є два покоління на рік. Метелики літають з квітня по липень і знову в серпні. Личинки живляться різними трав'янистими рослинами. Вони мінують листя рослини-господаря. Шахта починається вузьким коричневим, висхідним коридором і більша частина фрасу відкладається в прикореневій частині. Пізніше личинка залишає цю шахту і створює нову шахту в іншому листі. Ця міна являє собою видовжену, дещо роздуту пляму, яка займає майже всю ширину листа.